# Alcea woronovii
Alcea woronovii är en malvaväxtart som först beskrevs av Modest Mikhaĭlovich Iljin och Grossheim, och fick sitt nu gällande namn av Modest Mikhaĭlovich Iljin. Alcea woronovii ingår i släktet stockrosor, och familjen malvaväxter. Inga underarter finns listade i Catalogue of Life.